# ロロロロ
『ロロロロ』（原題：Death Squared）は、オーストラリアのインディーゲームスタジオSMG Studioが開発したアクションパズルゲーム。

## 概要
立方体のロボットを操作し、同じく立方体群で構成された無機的な各ステージのゴール地点を目指す。最大4人（iOS版とAndroid版は最大2人）のオフライン同時プレイに対応しており、様々な仕掛けが施されたステージを各個体で協力し合いながら攻略していくことになる。
本作の日本版タイトルについて、日本のNintendo Switch版の発売元であるCIRCLE Entertainmentは、原題に含まれる「Death」（＝死）は言葉として強すぎるのではとの考えに加え、4つの四角形を操作するパーティーゲームであるということを示すためにカタカナ4文字の「ロロロロ」にしたと語っている。また、同様のコンセプトから、使用言語を中国語に設定した場合のタイトルには、4つの四角形で構成された漢字「㗊」があてられている。

## システム

### 基本システム
ロボットの基本操作は、コントローラのアナログスティック等による移動のみ。後述のように本作には最大2人プレイ用モードと最大4人プレイ用のモードがあるが、プレイヤーの人数が少ない場合は1つのコントローラで複数の個体を操作できる。
ステージ内には踏むと地形の状況が変化するスイッチや触れるとミスになるトゲ・レーザーなどの仕掛けが登場するが、特定の個所に固定されているものだけではなく、ロボットの移動と連動するように作動したり位置が動いたりするものも多い。
4体のロボットはそれぞれ赤・青・黄・緑の色をしており、体色と同じ色のサークルが描かれたブロックの上に全てのロボットが乗ればステージクリアとなる。ステージ内にはこのほか、同色の場合のみ通過できるブロックや同色の場合は当たってもミスにならないレーザーなど色にまつわる仕掛けも存在する。
日本のNintendo Switch版には、ロボットの上部に可愛らしいデザインの帽子各種をかぶせることができるシステムが含まれている。これは、日本のユーザーに本作をより注目してもらうためとして追加されたもので、後に日本以外のNintendo Switch版や他の媒体でも導入された。

### ゲームモード
ストーリー (Story)
2体のロボットを操作する、最大2人同時プレイ対応のモード。全80ステージ。
このモードでは、近未来の企業・オムニコープ（Omni Corp）がロボットの研究実験を行っているという設定で物語が展開し、ゲームのプレイ中には、同社の社員・Dave（David）と、女性の声で話すAI・IRISの掛け合いのナレーションが随時挿入される。
パーティー (Party)
4体のロボットを操作する、最大4人同時プレイ対応のモード。全40ステージ。
iOS版とAndroid版には収録されていない。
金庫室 (Vault)
最大2人同時プレイ対応の「2プレーヤー実験」（2 Player Experiments）と最大4人同時プレイ対応の「4プレーヤー実験」（4 Player Experiments）を含む高難易度モード。
発売当初は全30ステージだったが、後の無料アップデートによりステージ数が追加され、2プレーヤー実験が25、4プレーヤー実験が22となった。
この2つのモードは、ストーリーとパーティーの全ステージクリア後にそれぞれ解禁される。
4プレーヤー実験は、iOS版とAndroid版には収録されていない。

## 評価
- 2018 Australian Games Awards 「Australian Developed Game of the Year」ノミネート[16]